# 恩布郡

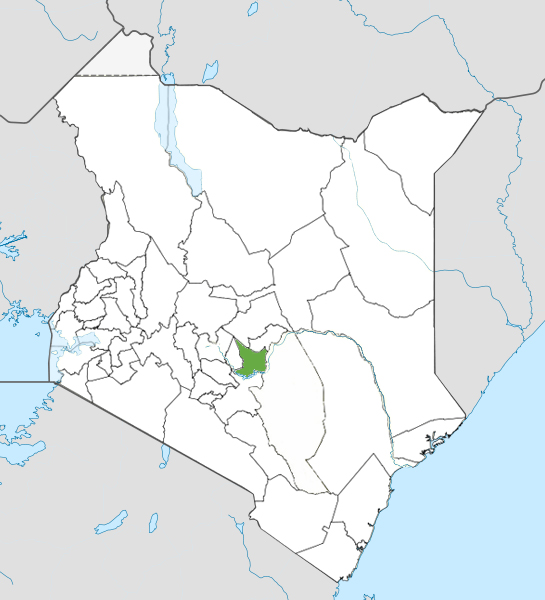

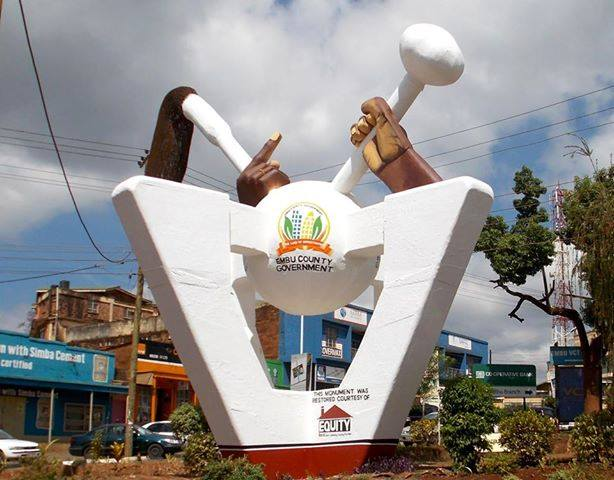

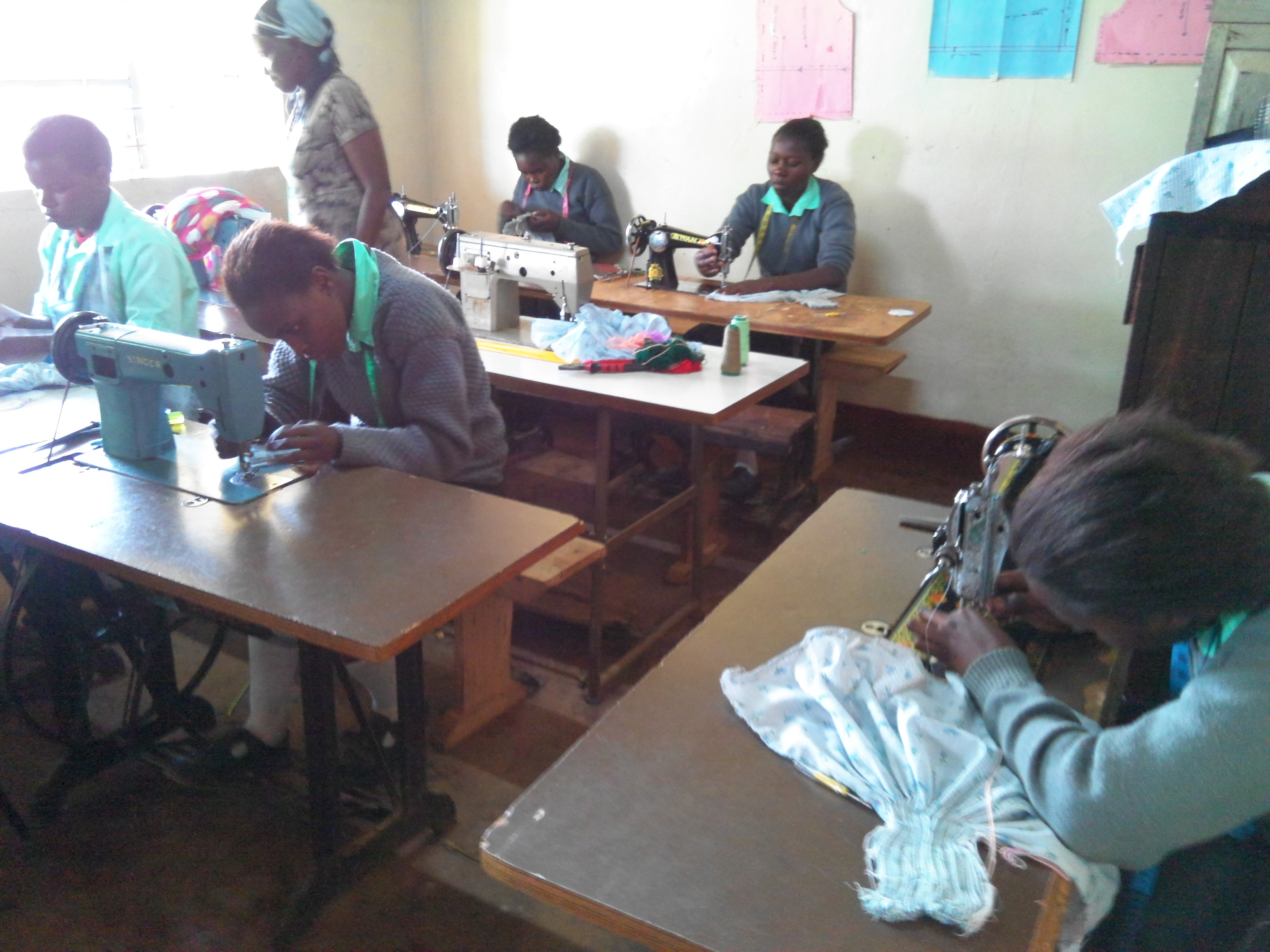

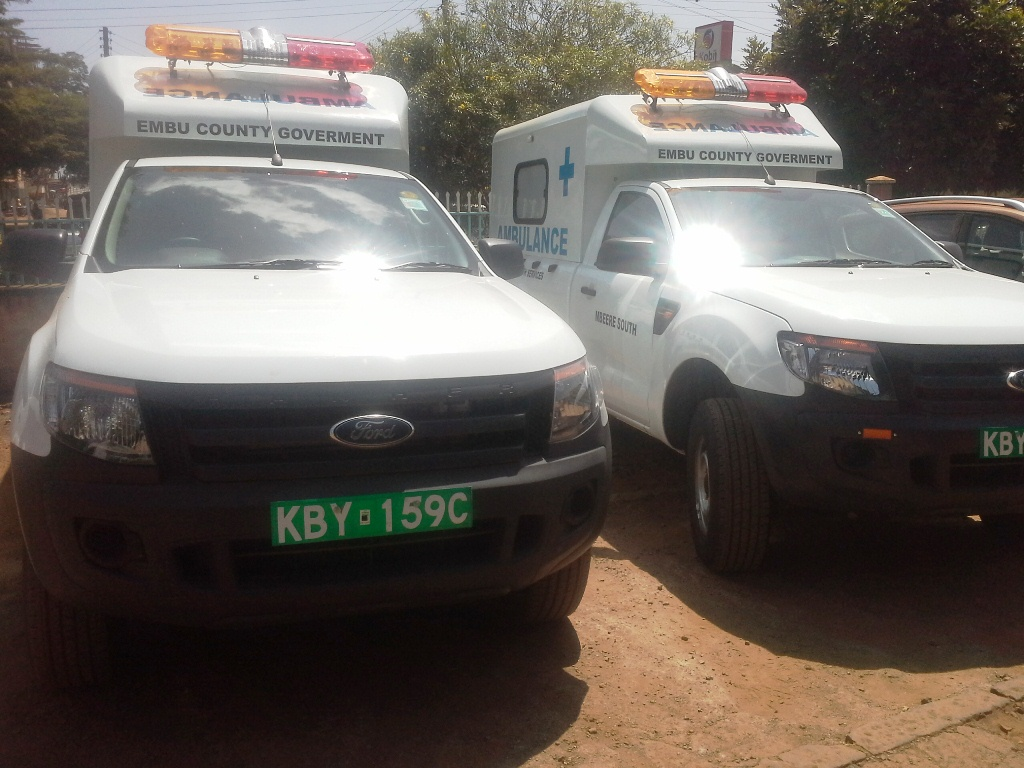

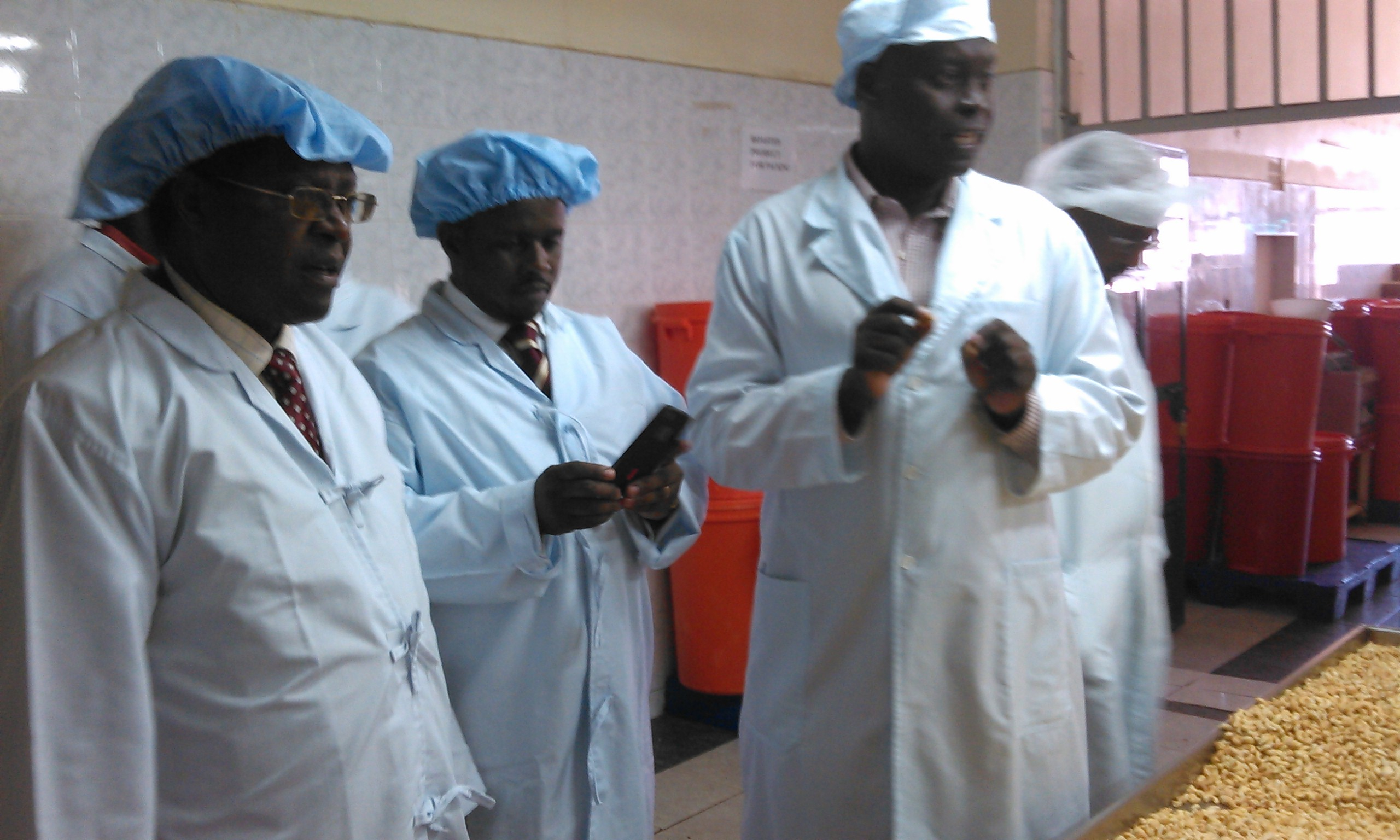

恩布郡，是肯尼亞的一個郡，位於該國東部，由東部省負責管轄，首府設於恩布，始建於2013年3月4日，面積2,818平方公里，2009年人口516,212，人口密度每平方公里183.18人。